# 10199 Chariklo
10199 Chariklo este cel mai mare Centaur cunoscut, situat între Saturn și Uranus. 
Chariklo a fost descoperit de James V. Scotti în data de 15 februarie 1997 și a fost denumit după nimfa Chariclo (Χαρικλώ).
În data de 26 martie 2014, astronomii au anunțat descoperirea unui sistem de inele format din două inele de 3 și 7 km lățime, aflate la o distanță de 9 km unul față de celălalt. 
Astronomii speculează că ar putea fi constituite din resturile rezultate în urma unei coliziuni, iar forma de inel ar putea fi generată de prezența unor mini sateliți.